# ピューレウス
ピューレウス（古希: Φυλεύς, Phȳleus）は、ギリシア神話の人物である。ドゥーリキオンの王。長母音を省略してピュレウスとも表記される。
エーリス地方の王アウゲイアースの子で、アガステネース、アガメーデー、エピカステーと兄弟。テュンダレオースの娘ティーマンドラー、オデュッセウスの妹クティメネー、あるいはエウステュオケーを妻とし、メゲースとエウリュダメイアをもうけた。メゲースはヘレネーの求婚者の1人で、後にトロイア戦争に参加した。エウリュダメイアは予言者ポリュイードスの妻。

## 神話
アポロドーロスによると、父アウゲイアースとヘーラクレースが家畜小屋の掃除の報酬について取り決めをしたとき、ピューレウスはその証人になった。ヘーラクレースは約束どおり仕事をやり遂げたが、アウゲイアースは報酬の支払いを拒否し、また報酬を払う約束をしたことについても否定し、裁判で争ってもよいと言った。しかし法廷でピューレウスはヘーラクレースの味方をしたため、怒ったアウゲイアースによってエーリスから追放され、ドゥーリキオンに移住した。
この話はすでに『イーリアス』で断片的に語られている。すなわちピューレウスは父の（ヘーラクレースに対する）行いを怒って、ドゥーリキオンに移住したと。
パウサニアスも同様の話に加えてその後日譚についても触れている。ヘーラクレースが報復のためにエーリスを攻撃して占領したさい、ヘーラクレースはピューレウスをドゥーリキオンから呼び寄せ、エーリスの王とした。しかしピューレウスはエーリスの国制を制定した後に、再びドゥーリキオンに戻り、エーリスは兄弟のアガステネースが後を継いだという。
その他、ピューレウスはアルカディア王エケモスの妻だったティーマンドラーの気が狂ったとき、彼女をドゥーリキオンに連れ帰って妻としたこと、エピュラーの王エウペテスから優れた武具を授かったことが知られている。